# Jan Kordys
Jan Kordys (ur. 1954) – polski neurosemiotyk, teoretyk kultury, antropolog, narratolog. Absolwent warszawskiej polonistyki. Od 1979 roku pracuje w Instytucie Badań Literackich PAN, początkowo w Pracowni Badań Kultury Literackiej, obecnie w Pracowni Poetyki Teoretycznej i Języka Literackiego. Zajmuje się pograniczem natury i kultury: biologicznymi (neurologicznymi) determinantami ludzkich zachowań znakowych. Uczestniczył w badaniach nad afatycznymi zaburzeniami dyskursu narracyjnego. Jest współzałożycielem paryskiej grupy badawczej Théorie et Clinique des Pathologies de la Pensée.
Publikacje
- Jan Kordys Mózg i znaki, Warszawa 1991.
- Jan Kordys Kategorie antropologiczne i tożsamość narracyjna. Szkice z pogranicza neurosemiotyki i historii kultury, Kraków 2006.